# Sven-Olof Walldoff
Sven-Olof Walldoff (* 2. Mai 1929 in Lerbäck, Örebro län; † 7. Juni 2011 in Masthugget, Göteborg) war ein schwedischer Dirigent, Komponist und Musikproduzent.

## Leben
Sven-Olof Walldoff wurde 1929 in Lerbäck geboren. Ab den 1950er-Jahren war er im Musikbereich tätig. Er fungierte als Dirigent für die Beiträge von Björn Skifs beim Melodifestivalen 1972, von ABBA beim Melodifestivalen 1974 und von Ted Gärdestad und Svenne & Lotta beim Melodifestivalen 1975. Bekannt ist Walldoff hauptsächlich durch seine Tätigkeit als Dirigent für den schwedischen Beitrag Waterloo beim Eurovision Song Contest 1974, mit dem ABBA erstmals für Schweden den Wettbewerb gewann. Walldoff war dabei als Napoleon verkleidet. Zuvor hatte er bereits beim Album Ring Ring mit ABBA zusammengearbeitet, ebenso arbeitete er auch mit ABBA an ihrem Album Arrival. Darüber hinaus leitete er verschiedene Chöre und hatte ein eigenes Orchester. Walldoff arbeitete unter anderem mit Lill-Babs, Östen Warnerbring, Gunnar Wiklund, Brita Borg und Anna-Lena zusammen. Außerdem komponierte er die Filmmusik für die Filme Någon att älska, Georgia, Georgia, Die weiße Wand und Djungeläventyret Campa, Campa. Walldoff starb 2011 im Alter von 82 Jahren in Masthugget.